# إينزو إيبوسي
إينزو إيبوسي (مواليد 11 مارس 1999) هو لاعب كرة قدم كاميروني يلعب كمدافع في نادي أنجيه.

## روابط خارجية
- إينزو إيبوسي على موقع رابطة كرة القدم الفرنسية للمحترفين (الإنجليزية)
- إينزو إيبوسي على موقع إي إس بي إن إف سي (الإنجليزية)
- إينزو إيبوسي على موقع قاعدة بيانات كرة القدم.إي يو (الإنجليزية)
- إينزو إيبوسي على موقع ليكيب (الفرنسية)
- إينزو إيبوسي على موقع ناشيونال فوتبول تيمز (الإنجليزية)
- إينزو إيبوسي على موقع Soccerbase.com (لاعب) (الإنجليزية)
- إينزو إيبوسي على موقع Soccerway.com (الإنجليزية)
- إينزو إيبوسي على موقع عالم كرة القدم.نت (الإنجليزية)